# Listă de conducători de stat din 477
473 - 474 - 475 - 476 - 477 - 478 - 479 - 480 - 481
Aceasta este o listă a conducătorilor de stat din anul 477:

## Europa
- Anglia, statul anglo-saxon Deira: Soemil (rege, după 450) (?)
- Anglia, statul anglo-saxon Kent: Hengest (rege, 455-488)
- Anglia, statul anglo-saxon Sussex: Aelle (rege, 477-cca. cca. 514?)
- Bizanț: Zenon (împărat din dinastia Leoniană, 474-475, 476-491)
- Burgunzii: Godegisel (conducător, 473-501)
- Francii: Childerich I (rege din dinastia Merovingiană, cca. 457-481 sau 482)
- Gruzia: Vakhtang I Gorgasal (suveran, 447-522)
- Herulii: Odoacru (rege, 476-493)
- Ostrogoții: Theodoric cel Mare (rege, 474-526)
- Scoția, statul picților: Drust al II-lea Gurthinmoch (rege, cca. 465-cca. 495)
- Scoția, statul celt Dalriada: Fergus Mor mac Erca (rege, 474? sau 498?-501?) (?)
- Statul papal: Simplicius (papă, 468-483)
- Suevii: Remismund sau Teudemund sau Remismund al II-lea sau Hermenric al II-lea (rege) (?)
- Vandalii: Genseric (rege, 428-477) și Huniric (rege, 477-484)
- Vizigoții: Euric (rege, 466-484)

## Africa
- Bizanț: Zenon (împărat din dinastia Leoniană, 474-475, 476-491)
- Vandalii: Genseric (rege, 428-477) și Huniric (rege, 477-484)

## Asia

### Orientul Apropiat
- Bizanț: Zenon (împărat din dinastia Leoniană, 474-475, 476-491)
- Persia: Peroz (Firuz) (suveran din dinastia Sasanizilor, 459-484)

### Orientul Îndepărtat
- Cambodgia, statul Fu Nan: necunoscut (rege din a doua dinastie Kaundinya, cca. 440-cca. 478)
- Cambodgia, statul Tjampa: necunoscut (rege din a treia dinastie a tjampilor)
- China: Hou Feidi (împărat din dinastia Song de sud, 473-477) și Shundi (împărat din dinastia Song de sud, 477-479)
- China: Xiaowen Di (împărat din dinastia Wei de nord, 471-499)
- Coreea, statul Koguryo: Changsu (Koyon) (rege din dinastia Ko, 413-491)
- Coreea, statul Paekje: Munju (rege din dinastia Ko, 475-477) și Samgun (rege din dinastia Ko, 477-479)
- Coreea, statul Silla: Chabi (rege din dinastia Kim, 458-479)
- India, statul Magadha: Buddha Gupta (suveran din dinastia Gupta, 477-495)
- India, statul Pallava: Skandavarman al IV-lea (rege din prima dinastie, cca. 460-cca. 480)
- Japonia: Yuryaku (împărat, 456-479)
- Sri Lanka: Dhatusena (rege din dinastia Moriya, 459-477) și Kașyapa (Kassapa) I (rege din dinastia Moriya, 477-495)